# Антиреализм
Антиреализм — эпистемологическая позиция в аналитической философии, которую впервые выдвинул британский философ Майкл Даммит. Данный термин был задуман как аргумент против вида реализма, который Даммит называл «бесцветным редукционизмом». Антиреализм отвергает убеждение реалистов, что внешний мир не зависит от познающего существа.
Поскольку он охватывает утверждения, содержащие идеальные абстрактные объекты, антиреализм может применяться к широкому кругу философских тем, от материальных объектов до теоретических сущностей науки, математического утверждения, психических состояний, событий и процессов, прошлого и будущего.

## Антиреализм в философии

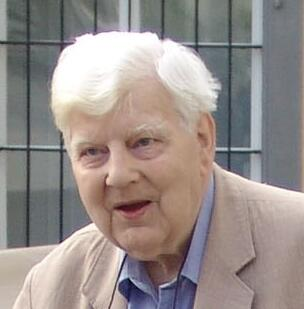
Майкл Даммит (2004)

### Майкл Даммит
Майкл Даммит упомянул термин «антиреализм» в своей работе "Реализм" 1963 года с целью вновь исследовать классические философские споры, включая концептуальный реализм, номинализм, феноменализм и идеализм. Новизна подхода Даммита состояла в описании этих споров как аналогичные спорам между интуиционизмом и платонизмом в философии математики.

### Метафизический реализм
Идеалисты сохраняют скептицизм по отношению к физическому миру, споря о том, что 1) вне разума ничего не существует, либо 2) у нас нет доступа к независящей от разума реальности, даже если она и существует. Большинство реалистов считают, что восприятие или впечатления вызываются независимыми от разума объектами. Но это даёт возможность возникновения другого вида скептицизма: поскольку наше понимание причинности состоит в том, что один и тот же эффект может быть вызван несколькими причинами, существует недостаточная определенность того, что действительно воспринимается, как в сценарии мозга в колбе.

### Моральный антиреализм
Моральный антиреализм считает, что утверждения относительно морали ложны, так как фактов основанных на морали не существует.
В метаэтике к моральному антиреализму относятся теория ошибки и различные виды нонкогнитивизма. Теория ошибки признает, что моральные утверждения могут быть истинными или ложными, но считает их ложными, поскольку отрицает существование моральных фактов. Нонкогнитивизм отвергает когнитивную природу моральных утверждений и считает их выражением эмоций или других некогнитивных состояний субъекта.
Многие антиреалисты критикуют мораль, используя следующие аргументы:
- мораль это миф, который делает людей послушными и помогает их контролировать;
- мораль проистекает из стремления людей представить свой вкус объективным и заставить других удовлетворять свои желания;
- мораль это остаток устаревшего мировоззрения.